# Anthurium karstenianum
Anthurium karstenianum är en kallaväxtart som beskrevs av Adolf Engler. Anthurium karstenianum ingår i släktet Anthurium och familjen kallaväxter. Inga underarter finns listade.